# 메티실린
메티실린(meticillin (국제일반명), methicillin (미국채택명))은 Beecham에 의해 1959년 개발된 페니실린 계열 베타락탐 항생제이다. 내성균이 증가하여 반코마이신이 발견된 이후로는 이 항생제를 거의 쓰지 않는다. 내성균을 표현할때, 메티실린 저항균을 의미하는 MRSA(meticillin resistance Staphylococcus aureus)를 지칭할 때 쓰이는데, 이때의 메티실린은 페니실린 계열에 대체어로서, 가장 광범하게 쓰이는 항생제인 페니실린을 의미하고, MRSA 역시 페니실린 계열에 저항성을 나타내는 황색포도상균을 의미한다.
메티실린은 1960년에 발견되었다.

## 같이 보기
- 메티실린 내성 황색 포도상구균
- 반코마이신